# Saarijärvi (krater)
Saarijärvi – jezioro w gminie Taivalkoski w Ostrobotni Północnej w Finlandii. Wody jeziora pokrywają pozostałości starego krateru uderzeniowego.
Krater Saarijärvi powstał pomiędzy 0,60 a 2,45 miliarda lat temu, w proterozoiku, w archaicznych skałach krystalicznych. Wypełniły go osady powstałe w ediakarze i kambrze, tworzące sekwencję o grubości 156 m. Stożki zderzeniowe w otaczających skałach wskazują, że cała struktura może mieć ok. 2 km średnicy. Krater nie ma idealnie okrągłego kształtu, ale w przybliżeniu sześciokątny. Przyczyną tego jest najprawdopodobniej istnienie sieci spękań w skałach przed impaktem. Podłużna wysepka znajdująca się pośrodku jeziora nie jest pozostałością wyniesienia centralnego krateru, ale raczej młodszą strukturą, związaną z procesami tektonicznymi. Z kraterem wiąże się anomalia magnetyczna i anomalia siły ciężkości; wskazują one na impaktowe pochodzenie tej struktury. Koronnym dowodem jest brekcja wydobyta dzięki wierceniom w osadach, nosząca ślady metamorfizmu szokowego.